# Toumeyella obunca
Toumeyella obunca är en insektsart som beskrevs av De Lotto 1966. Toumeyella obunca ingår i släktet Toumeyella och familjen skålsköldlöss. Inga underarter finns listade i Catalogue of Life.